# Sematophyllum rutenbergii
Sematophyllum rutenbergii là một loài rêu trong họ Sematophyllaceae. Loài này được (Müll. Hal.) Renauld mô tả khoa học đầu tiên năm 1898.